# Noferukait
Noferukait ókori egyiptomi hercegnő és királyné a középbirodalmi XI. dinasztia idején. Neve csak háznagya, Rediuhnum sztéléjéről ismert, amelyet Denderában találtak és ma a kairói Egyiptomi Múzeum őriz. Közvetett bizonyítékok utalnak rá, hogy III. Antef fáraó anyjáról van szó, mert Antefről tudni, hogy anyját Noferunak hívták, sírjában pedig egy Noferkau nevű személyt említenek; ezek lehetnek Noferukait nevének rövidebb változatai. Címei alapján – „a király leánya” (z3.t-nỉsw.t), „a király szeretett felesége” (ḥm.t-nỉsw.t mrỉỉ.t=f), „királyi ékszer” (ẖkr.t-nỉsw.t) – Noferukait I. Antef leánya és II. Antef felesége lehetett.